# Paulo Martins (beletrista)
Paulo Martins (São Paulo, 15 de junho de 1962), é um professor universitário, pesquisador, crítico literário e classicista brasileiro, atualmente é diretor da Faculdade de Filosofia, Letras e Ciências Humanas da Universidade de São Paulo desde 26 de setembro de 2020, tendo atuado como vice-diretor da mesma instituição entre 2016 e 2020. Além disso, também é, desde março de 2022, presidente da Agência de Bibliotecas e Coleções Digitais (ABCD) da Universidade.
Esteve presente na política desde 1982 quando atuou no movimento estudantil. Entre 1996 e 1998  foi vice-presidente regional do ANDES-Sindicato Nacional. É filiado ao Partido dos Trabalhadores (PT).
Suas pesquisas concentram-se na área dos estudos clássicos, principalmente em elegia clássica, retórica e poética na Antiguidade Clássica e na memória coletiva e iconografia da Antiguidade clássica. Foi vice-presidente e presidente da Sociedade Brasileira de Estudos Clássicos (SBEC).

## Biografia
Bacharel, mestre e doutor em letras clássicas e livre-docente em literatura latina pela USP, foi professor de língua e literatura latina em diversas universidades de São Paulo, incluindo a Universidade Estadual Paulista de Assis. Entre os anos de 1996 e 1999 foi colaborador do Caderno de Sábado do Jornal da Tarde (O Estado de São Paulo), entre 2001 e 2003 colaborou com a Revista Bravo! (Editora Abril), entre 2006-2008 foi colunista da Revista Discutindo Literatura, veículos em que atuou como crítico de literatura e artes, tendo publicado algumas dezenas de artigos. Também foi pesquisador do Conselho Nacional de Desenvolvimento Científico e Tecnológico (CNPq) e presidente do Conselho Editorial da revista Classica (2010-2011), sendo seu editor (2011-2012). Foi editor da revista Letras Clássicas (2013-2017), pesquisador visitante no Departamento de Estudos Clássicos da Universidade Yale (2013-2014) e professor-visitante no King's College de Londres (2012).
É pesquisador do Programa de Estudos em Representações da Antiguidade (PROAERA) da Universidade Federal do Rio de Janeiro (UFRJ) e do Grupo de Pesquisa "Retórica e Doutrinas Artísticas" do Instituto de Estudos Brasileiros da USP. Coordena a linha de pesquisa  do PROAERA em São Paulo: "Imagens da Antiguidade Clássica - IAC/USP". Coordena o Laboratório de Tradução de Textos e Imagens (LATTIM/USP). É sócio fundador da Sociedade Brasileira de Retórica (SBR) e da Organización Iberoamericana de Retórica (OIR). É membro do Institute of Classical Studies of London (ICS) da School of Advenced Studies da Universidade de Londres. Possui vários livros publicados entre os quais destacam-se: Augustan Poetry. New Trends and Revaluations; Imagem e Poder. Considerações sobre as Representações de Otávio Augusto; Algumas Visões da Antiguidade; Literatura Latina; Elegia Romana. Construção e Efeito; A Representação e seus Limites. Poesis Tacens, Pictura Loquens.

## Vida Acadêmica

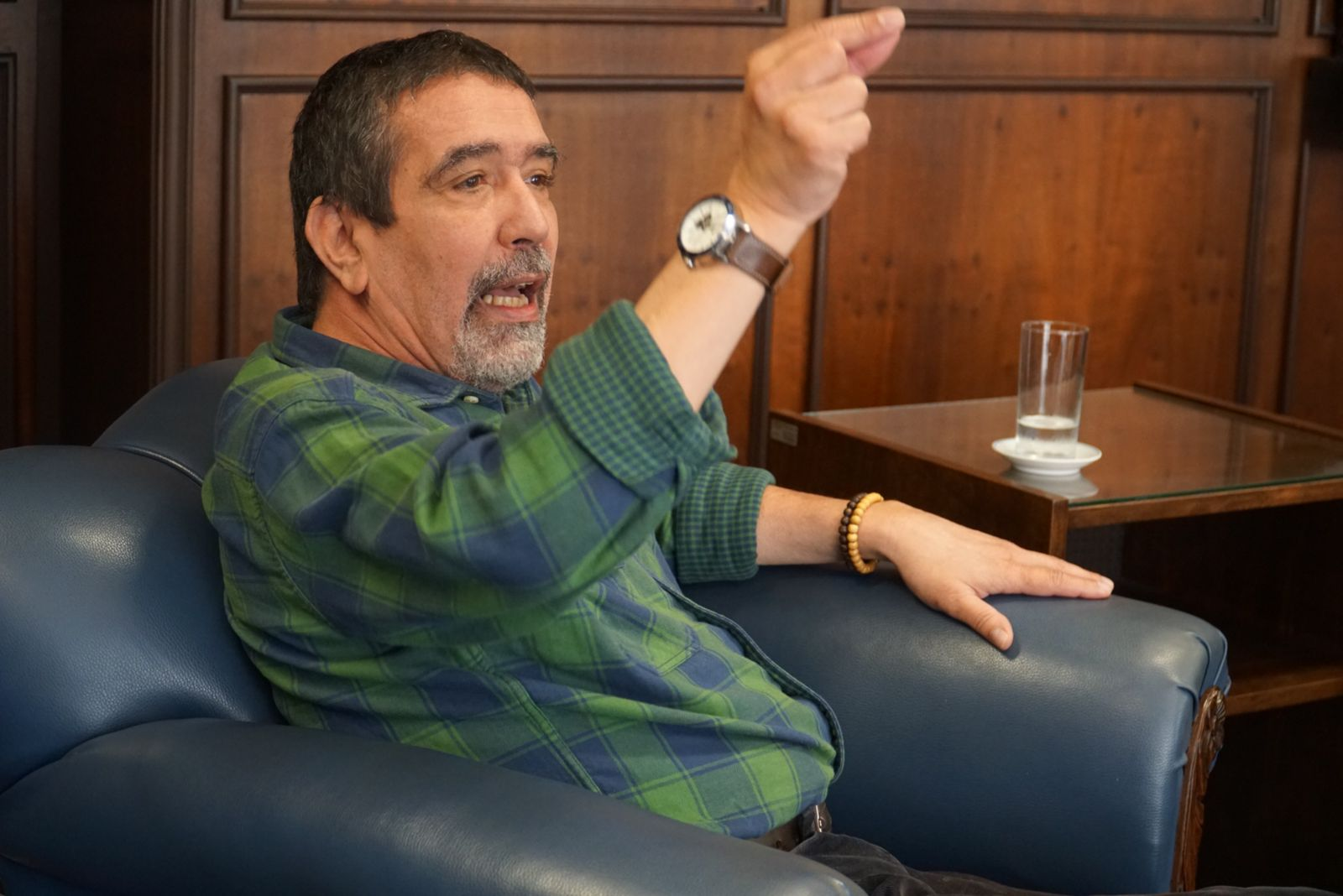
Paulo Martins como diretor da FFLCH

atualmente trabalha com duas linhas de pesquisas independentes, ainda que possam ser operadas de maneira concorrente. A primeira diz respeito à poesia da época de Augusto (poesia augustana), principalmente às obras de Propércio, Virgílio e Horácio. No primeiro caso, isto é, concernente à poesia de Propércio, depois da publicação em 2009 de Elegia Romana, Construção e Efeito, Paulo Martins passa a dedicar-se na edição filológica dos dois primeiros (ou três primeiros, a depender da lição edótica seguida), inicialmente cotejando as edições de S. Heyworth (OCT), S. Viarre (Les Belles Lettres), P. Fedeli (Teubner), G. P. Goold (Loeb) e G. Giardina (Fabrizio Serra). Tal pesquisa foi realizada com a colaboração da FAPESP e do Classics Department da Yale University (New Haven, CT, EUA) entre 2013 e 2014. Atualmente, prepara projeto dando continuidade a esse que visa a completar a edição de Propércio tendo em vista os Livros 3 e 4 (ou 4 e 5). Ainda no que se refere à poesia augustana, o pesquisador, a partir de 2012, com a colaboração da FAPESP, do King's College London e do CNPq, realiza trabalho de tradução e estudos das visualidades poéticas nas Éclogas de Virgílio. Sua segunda linha de pesquisa foi alvo de sua tesede Livre-Docência e diz respeito às intersecções entre a linguagem visual e verbal, ou melhor, em que medida podemos considerar na Antiguidade Clássica as duas linguagens homologamente. Nesse campo, Paulo Martins talvez seja o maior especialista sobre o conceito de écfrase, ekphrasis ou ecphrasis (do grego: ἔκφρασις) no Brasil. Écfrase é procedimento retórico-poético que segundo Teão, professor de retórica do séc. I d.C. possui a seguinte definição: "Ἔκφρασις ἐστὶ λόγος περιηγηματικὸς ἐναργῶς ὑπ’ ὄψιν ἄγων τὸ δηλούμενον", na tradução do próprio professor Martins: "Écfrase é um discurso percurssivo [ou periegemático] que traz vividamente o que é revelado diante dos olhos." Tal conceito é discutido largamente pelo professor em vários momentos de sua obra, como por exemplo, no prefácio dele (Desafios da Écfrase) à obra de Melina Rodolpho, Écfrase e Evidência nas Letras Latinas: Doutrina e Práxis e no recente artigo de revisão de sua autoria Uma Visão Periegemática sobre a Écfrase.
Nesse campo, Paulo Martins desenvolveu, junto ao grupo de Pesquisa que coordena Imagens da Antiguidade Clássica - IAC, trabalhos  sobre as artes figurativas na Antiguidade Clássica, pintura e escultura, sobre a técnica do retrato verbal e figurativo em Roma e sobre o referido mecanismo da écfrase (ekphrasis), tendo orientado diversos trabalhos de grau em nível de Iniciação Científica, Mestrado e Doutorado. Entre esses destacam-se os de: a) Melina Rodolpho (Écfrase e Evidência nas Letras Latinas: Doutrina e Práxis e De Physiognomonia Liber: Considerações a respeito do Ethos da Fisiognomonia em Textos da Antiguidade Clássica, b) Lya V. G. Serignolli (Imagines Amoris: As Figurações de Amor em Roma do Final da República ao Período Augustano e Baco, o Simpósio e o Poeta); c) Cynthia Helena Dibbern (O Ethos de Aníbal em Tito Lívio e Cornélio Nepos: Imagines e A Eneida de Sílio Itálico e os Herós de Punica); d) Henrique Verri Fiebig (Para Além do Limes: A Germânia de Tácito em Gênero e Germano) e  (Imagines boreales: o gênero historiográfico na Gesta Danorum de Saxo Gramático); e) Cecília Gonçalves Lopes (Confluência genérica na Elegia Erótica de Ovídio ou a Elegia Erótica em elevação); Maria Ozana Lima de Arruda (A Arte de Vênus e a de Minerva na Elegia de Propércio); entre outras igualmente importantes.

## Obra

### Livros publicados/organizados
- Redação: Forma e Conteúdo (1994)
- Antologia dos Poetas Árcades Brasileiros (1995)
- Literatura Latina (2009)[35]
- Elegia Romana: Construção e Efeito (2009)[36]
- Antologia de Poetas Gregos e Latinos (2010)
- Imagem e poder: considerações sobre a representação de Otávio Augusto (2011)[37][38]
- Algumas Visões da Antiguidade (2011)[39] em coautoria com Henrique Fortuna Cairus e João Ângelo Oliva Neto
- Augustan Poetry. New Trends and Revaluations[40]. (2019) em coautoria com João Ângelo Oliva Neto e Alexandre Pinheiro Hasegawa
- Primeiros Anos de (Des)governo em co-autoria com Ricardo Musse (2021).
- A Representação e seus Limites. Pictura Loquens, Poesis Tacens. (2021).

### Artigos Científicos
- "Artes, perenidade, novidade e memória sob Augusto".  In: Classica - Revista Brasileira de Estudos Clássicos, Belo Horizonte, v. 33, p. 187-202. 2020.

- "Propércio e as artes visuais". in Nuntius Antiquus (UFMG), v. 15, p. 211-248, 2019 em co-autoria com Mariana Marchini Leite Rodrigues[41].
- "O Galo de Propércio no Monobiblos: amizade poética e rivalidade amorosa". in Phaos (UNICAMP), v. 18, p. 29-55, 2018[42].
- "Novas luzes sobre a Segunda Sofística". Codex: Revista de Estudos Clássicos (UFRJ), v. 5, p. 11-28, 2017 em co-autoria com Pedro Brener[43].
- "A Elegia no Canto IV da Eneida". Codex: Revista de Estudos Clássicos (UFRJ), v. 5, p. 91-108, 2017 em co-autoria com Mariana Marchini Rodrigues[44].
- "Propércio Recidivo". in Translatio (UFRGS), n. 14, p. 227-54. 2017[45].
- "Ekphrasis, Digression and Elegy: The Propertius’ Second Book". In: Classica - Revista Brasileira de Estudos Clássicos, 30(1), 175-192.[46]
- "Tum Longas Condimus Iliadas: A Helena de Propércio" . In: Archai: Revista de estudos sobre as origens do pensamento ocidental (UnB), 21: 159-206. 2017.[47]
- "Propércio Redivivo". In: Livro: Revista do Núcleo de Estudos do Livro e da Edição (NELE), São Paulo, v. 6, p. 426-441, 2017.[48]
- "Augusto como Mercúrio enfim". In: Revista de História (USP), São Paulo, v.176. p. 01-43, 2017.[49]
- "Uma Visão Periegemática sobre a Écfrase". In: Classica - Revista Brasileira de Estudos Clássicos, Belo Horizonte, v. 29, p. 163, 2017.[25]
- "Sobre a Metapoesia em Propércio e na Poesia Erótica Romana: o Poeta Rufião". In: Classica - Revista Brasileira de Estudos Clássicos, Belo Horizonte, v. 28, p. 125, 2016.[50]
- "Espelhamento Metapoético: Propércio 1.2 e 2.1". In: Revista Organon (UFRGS), Porto Alegre, v. 31, p. 205-227, 2016.[51]
- "Rumor, Lei e Elegia: Considerações sobre Propércio 2.7". In: Revista Archai. As origens do pensamento ocidental, Brasília (UnB), v. 15, p. 43-58, 2015.[52]
- "Uma Nota a Catulo 8 e 58: a Fragmentação do Ego, e a Vulgarização de Lésbia". In: Romanitas - Revista de Estudos Grecolatinos (UFES), Vitória, v. 6, p. 140-150, 2015.[53]
- "O Jogo Elegíaco: Fronteiras entre a Cultura Intelectual e a Ficção Poética". In: Nuntius Antiquus (UFMG), Belo Horizonte, v. 11, p. 137-172, 2015.[54]
- "Imagines Romanae: Cultura e Poder". In: História Revista (UFG), Goiania, v. 19, p. 121-141, 2014.[55]
- "Vertentes do Retrato Romano no Final da República e no Início do Principado". In: Cadernos de Pesquisa do CDHIS (UFU), Uberlândia, v. 27, p. 13-38, 2014.[56]
- "Odisseia 7.79-135: uma ἔκφρασις". In: Letras Clássicas (USP), São Paulo, v. 18, p. 19, 2014.[57]
- "A New Light on Philostratus' Heroicus". In: Classical Review, Cambridge, v. 63, p. 402-404, 2013.[58]
- "Implementando Apontamentos à Tenuíssima Divisa entre República e Império Romano". In: Mare Nostrum - Estudos sobre o Mediterrâneo Antigo (USP), São Paulo, v. 4, p. 118-125, 2013.[59]
- "Duas Visualidades Bucólicas: Verg., Ecl. 2. 45-55 e 6. 13-26". In: Phaos (UNICAMP), Campinas, v. 11, p. 43-66, 2013.[60]
- "Constructing Cicero". In: Nuntius Antiquus (UFMG), Belo Horizonte, v. 9, p. 221, 2013.[61]
- "Entre Dois Mitos: Medeia e Bacantes de Eurípides". In: Antiguidade Clássica, Apucarana, v. 9, p. 49-52, 2013.[62]
- "Entre a História e o Encômio". In: Jornal de Resenhas, São Paulo, v. 1, p. 6-7, 2012.[63]
- "Priapo e os Estudos Clássicos". In: Classica - Revista Brasileira de Estudos Clássicos, v. 20.2, p. 328-331, 2011.[64]
- "Vt Pictura Rhetorica". In: Revista USP, São Paulo, v. 96, p. 104-111, 2011.[65]
- "Parataxe e Imagines". In: Revista de Estudos Filosóficos e Históricos da Antiguidade (UNICAMP), Campinas, v. 24/25, p. 141-175, 2010.[66]
- "Polignoto, Páuson, Dionísio e Zêuxis: Uma Leitura da Pintura Clássica Grega". In: Phaos (UNICAMP), Campinas,  v. 8, p. 99-122, 2010.[67]
- "A Brief History of Latin Literature's Criticism". In: Classica - Revista Brasileira de Estudos Clássicos, Belo Horizonte, v. 21, p. 189-204, 2008.[68]
- "Eneias Se Reconhece". In: Letras Clássicas (USP), São Paulo, p. 143-157, 2001.[69]
- "O Párodo de Fedra e a Retórica". In: Letras Clássicas (USP), São Paulo, p. 181-210, 1999.[70]

### Capítulos de livros
- "Posição dos Eikones na Segunda Sofística". In: Maria Aparecida de Oliveira Silva; Pedro Ipiranga Júnior. (Org.). Filóstrato. Novas Abordagens. 1ed.Teresina: Editora da Universidade Federal do Piauí - EDUFPI, 2022, v. 1, p. 114-126. em Co-autoria com Pedro Brener[71].
- "Cíntia". In: Brunhara, R.; Silva, Semíramis C.; Vieira, I.. (Org.). Compêndio Histórico de Mulheres da Antiguidade. 1ed.Goiania: Tempestiva, 2022, p. 983-988.
- "Dido". In: Brunhara, R.; Silva, Semíramis C.; Vieira, I.. (Org.). Compêndio Histórico de Mulheres da Antiguidade. 1ed.Goiania: Tempestiva, 2022, p. 919-929.
- "Rumo ao Caos". In: Martins, Paulo; Musse, Ricardo. (Org.). Dois Anos de (Des)Governo. 1ed.São Paulo: Editora da FFLCH, 2021, v. , p. 379-383.
- "Imortalidade e culto imperial: arte plástica sob Otávio Augusto". In: Beltrão, C.; Santangelo, F.. (Org.). Estátuas na Religião Romana. 1ed.Coimbra: Imprensa da Universidade de Coimbra, 2020, v. , p. 101-106[72].
- "O Cornélio Galo de Propércio: Vnus Fiat e Pluribus". In: Carvalho, M. S.; Lachat, M.; Silvares, L.. (Org.). Hidra Vocal: Estudos sobre Retórica e Poética em Homenagem a João Adolfo Hansen. 1ed.Cotia: Ateliê Editorial, 2020, v. 1, p. 169-192[73].
- A rumour in Propertius. In: MARTINS, P.; HASEGAWA, A. P.; OLIVA NETO, J. A.. (Org.). Augustan Poetry. New Trends and Revaluations. 1ed.São Paulo: Humanitas & SBEC, 2019, v. 1, p. 37-66[74].
- "Texto e imagem: História. Como se faz a História sob(re) Otávio/Augusto". In: SILVA, Glaydson José da; SILVA, Maria Aparecida de Oliveira. (Org.). A ideia de história na Antiguidade Clássica.. 1ed.São Paulo: Alameda & FAPESP, 2017, v. 1, p. 441-472.
- "Xênia, Apoforeta, as Saturnais: Marcial e uma Poesia Diminuta". In: Agnolon, A.. A Festa de Saturno. 1a. ed. São Paulo: Edusp, 2017, v. 1, p. 15-36.[75]
- "Imagens Antigas Retoricamente Referenciadas" (Em co-autoria com R. S. S. Amato). In: Muhana, A.; Laudanna, M.; Bagolin, L. A.. (Org.). Retórica. 1a ed. São Paulo: Annablume Editora, 2012, v. 1, p. 125-145.[76]
- "Catulo 65: um Programa da Elegia Romana". In: Corrêa, P. da C.; Martinho, M.; Macedo, J. M.; Hasegawa, A. P. (Org.). Hyperboreans - Essays in Greek and Latin Poetry, Philosophy, Rhetoric and Literature. 1a ed. São Paulo: Humanitas, 2012, v. , p. 315-330.[77]
- "Desafios da Écfrase". In: Rodolpho, Melina. (Org.). Écfrase e Evidência nas Letras Latinas: Doutrina e Práxis. 1ed.Sao Paulo: Humanitas, 2012, v. , p. 13-23.
- "Reflexões sobre duas dimensões das imagines ou eikónes". In: Martins, P.; Cairus, H. F.; Oliva Neto, J. A.. (Org.). Algumas Visões da Antiguidade. 1a ed.Rio de Janeiro: 7 Letras - Faperj, 2011, v. 1, p. 151-159.